# بارك سنغ-كي
بارك سنغ-كي هو عالم قانوني وسياسي كوري جنوبي، ولد في 1952 في Muan County ‏ في كوريا الجنوبية. نشط حزبياً في مستقل. وقد انتخب وزير العدل ‏ (19 يوليو 2017 – 8 سبتمبر 2019).